# 6-Stunden-Rennen von Austin 2017

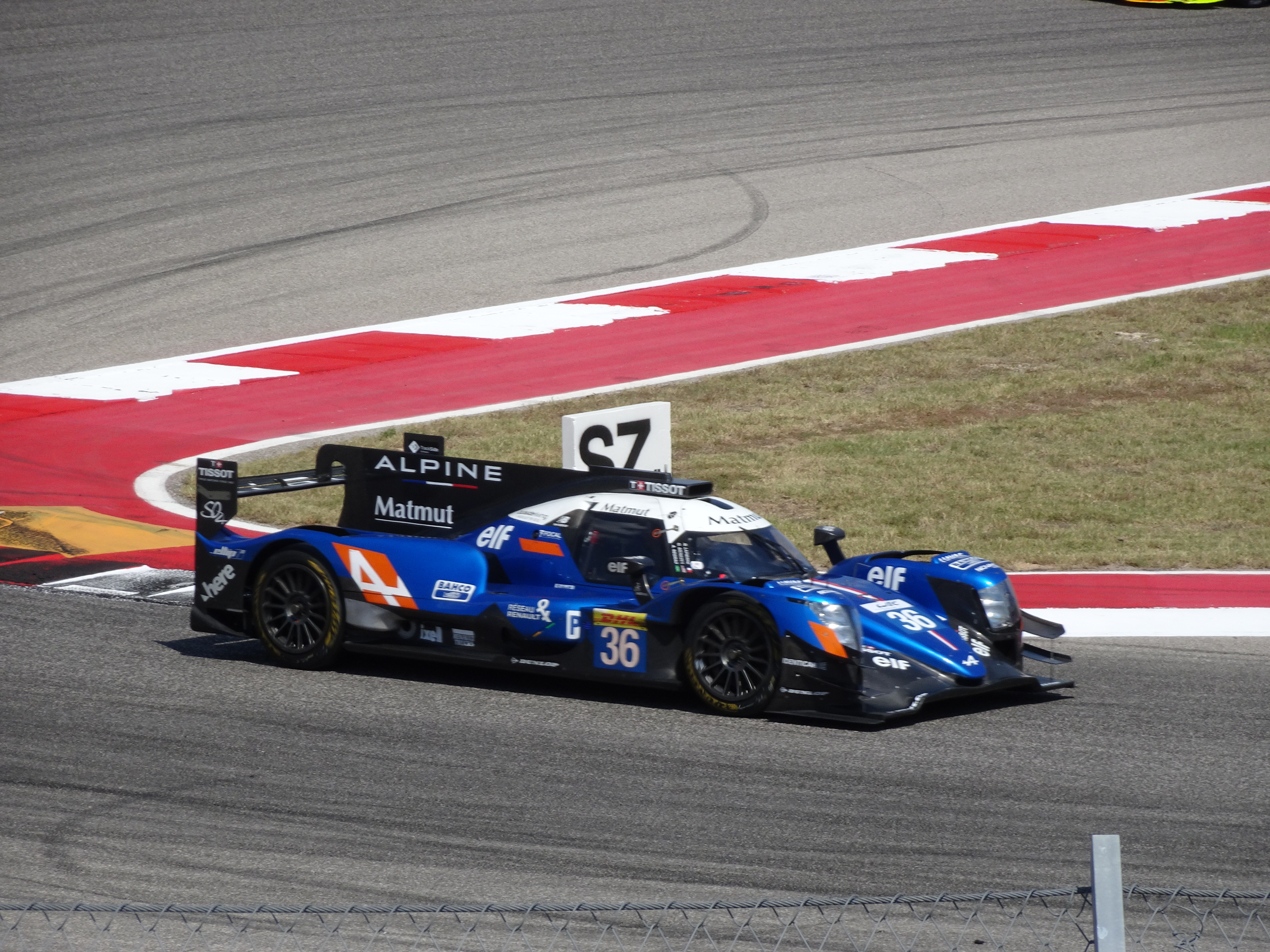
LMP2-Klassensieger; Alpine A470 von Nicolas Lapierre, Gustavo Menezes und André Negrão

Das 6-Stunden-Rennen von Austin 2017, auch WEC 6 Hours of Circuit of the Americas  2017, fand am 17. September auf dem Circuit of the Americas statt und war der sechste Wertungslauf der FIA-Langstrecken-Weltmeisterschaft dieses Jahres.

## Das Rennen
Zum vierten Mal in Folge gelang Porsche mit Timo Bernhard, Earl Bamber und Brendon Hartley der Gesamtsieg bei einem Weltmeisterschaftsrennen 2017. So baute das Team den Vorsprung vor Toyota noch weiter aus. Das Rennen war jedoch enger als in Mexiko, Toyota wurde Porsche immer wieder gefährlich.
Trotz eines Reifenschadens konnte sich Ferrari gegen Ford in der GTE-Pro Klasse behaupten, James Calado und Alessandro Pier Guidi schafften einen Vorsprung von 5,6 Sekunden auf den zweitplatzierten Porsche 911 RSR.

## Ergebnisse

### Schlussklassement
| Pos.        | Klasse    | Nr. | Team                      | Fahrer                                                      | Fahrzeug                 | Runden |
| ----------- | --------- | --- | ------------------------- | ----------------------------------------------------------- | ------------------------ | ------ |
| 1           | LMP1      | 2   | Porsche LMP Team          | Timo Bernhard Earl Bamber Brendon Hartley                   | Porsche 919 Hybrid       | 192    |
| 2           | LMP1      | 1   | Porsche LMP Team          | Neel Jani Nick Tandy André Lotterer                         | Porsche 919 Hybrid       | 192    |
| 3           | LMP1      | 8   | Toyota Gazoo Racing       | Stéphane Sarrazin Sébastien Buemi Kazuki Nakajima           | Toyota TS050 Hybrid      | 192    |
| 4           | LMP1      | 7   | Toyota Gazoo Racing       | Mike Conway Kamui Kobayashi José María López                | Toyota TS050 Hybrid      | 192    |
| 5           | LMP2      | 36  | Signatech Alpine Matmut   | Nicolas Lapierre Gustavo Menezes André Negrão               | Alpine A470              | 177    |
| 6           | LMP2      | 13  | Vaillante Rebellion       | Mathias Beche David Heinemeier Hansson Nelson Piquet junior | Oreca 07                 | 176    |
| 7           | LMP2      | 31  | Vaillante Rebellion       | Julien Canal Nicolas Prost Bruno Senna                      | Oreca 07                 | 176    |
| 8           | LMP2      | 38  | Jackie Chan DC Racing     | Ho-Pin Tung Oliver Jarvis Thomas Laurent                    | Oreca 07                 | 176    |
| 9           | LMP2      | 37  | Jackie Chan DC Racing     | David Cheng Alex Brundle Tristan Gommendy                   | Oreca 07                 | 175    |
| 10          | LMP2      | 24  | CEFC Manor TRS Racing     | Matt Rao Ben Hanley Jean-Éric Vergne                        | Oreca 07                 | 175    |
| 11          | LMP2      | 28  | TDS Racing                | François Perrodo Matthieu Vaxiviere Emmanuel Collard        | Oreca 07                 | 174    |
| 12          | LMP2      | 26  | G-Drive Racing            | Roman Rusinov Pierre Thiriet Alex Lynn                      | Oreca 07                 | 168    |
| 13          | LMGTE Pro | 51  | AF Corse                  | James Calado Alessandro Pier Guidi                          | Ferrari 488 GTE          | 167    |
| 14          | LMGTE Pro | 92  | Porsche GT Team           | Michael Christensen Kévin Estre                             | Porsche 911 RSR          | 167    |
| 15          | LMGTE Pro | 71  | AF Corse                  | Sam Bird Davide Rigon                                       | Ferrari 488 GTE          | 167    |
| 16          | LMGTE Pro | 95  | Aston Martin Racing       | Marco Sørensen Nicki Thiim                                  | Aston Martin Vantage GTE | 167    |
| 17          | LMGTE Pro | 97  | Aston Martin Racing       | Darren Turner Jonny Adam Daniel Serra                       | Aston Martin Vantage GTE | 167    |
| 18          | LMGTE Pro | 91  | Porsche GT Team           | Richard Lietz Frédéric Makowiecki                           | Porsche 911 RSR          | 166    |
| 19          | LMGTE Pro | 67  | Ford Chip Ganassi Team UK | Andy Priaulx Harry Tincknell                                | Ford GT                  | 166    |
| 20          | LMGTE Pro | 66  | Ford Chip Ganassi Team UK | Stefan Mücke Olivier Pla                                    | Ford GT                  | 166    |
| 21          | LMGTE Am  | 98  | Aston Martin Racing       | Paul Dalla Lana Pedro Lamy Mathias Lauda                    | Aston Martin Vantage GTE | 162    |
| 22          | LMGTE Am  | 61  | Clearwater Racing         | Weng Sun Mok Keita Sawa Matt Griffin                        | Ferrari 488 GTE          | 162162 |
| 23          | LMGTE Am  | 54  | Spirit of Race            | Thomas Flohr Francesco Castellacci Miguel Molina            | Ferrari 488 GTE          | 159    |
| 24          | LMGTE Am  | 77  | Dempsey-Proton Racing     | Christian Ried Matteo Cairoli Marvin Dienst                 | Porsche 911 RSR          | 148    |
| Ausgefallen |           |     |                           |                                                             |                          |        |
| 25          | LMGTE Am  | 86  | Gulf Racing UK            | Mike Wainwright Ben Parker Nick Foster                      | Porsche 911 RSR          | 92     |
| 26          | LMP2      | 25  | CEFC Manor TRS Racing     | Roberto González Simon Trummer Witali Petrov                | Oreca 07                 | 51     |

### Nur in der Meldeliste
Zu diesem Rennen sind keine weiteren Meldungen bekannt.

### Klassensieger
| Klasse    | Fahrer           | Fahrer                | Fahrer          | Fahrzeug                 | Platzierung im Gesamtklassement |
| --------- | ---------------- | --------------------- | --------------- | ------------------------ | ------------------------------- |
| LMP1      | Timo Bernhard    | Earl Bamber           | Brendon Hartley | Porsche 919 Hybrid       | Gesamtsieg                      |
| LMP2      | Nicolas Lapierre | Gustavo Menezes       | André Negrão    | Alpine A470              | Rang 5                          |
| LMGTE Pro | James Calado     | Alessandro Pier Guidi |                 | Ferrari 488 GTE          | Rang 13                         |
| LMGTE Am  | Paul Dalla Lana  | Pedro Lamy            | Mathias Lauda   | Aston Martin Vantage GTE | Rang 21                         |

### Renndaten
- Gemeldet: 26
- Gestartet: 26
- Gewertet: 24
- Rennklassen: 4
- Zuschauer: unbekannt
- Wetter am Renntag: sonnig
- Streckenlänge: 5,516 km
- Fahrzeit des Siegerteams: 6:00:52,444 Stunden
- Gesamtrunden des Siegerteams: 192
- Gesamtdistanz des Siegerteams: 1059,070 km
- Siegerschnitt: unbekannt
- Pole Position: Neel Jani – Porsche 919 Hybrid(#1) – 1:44,740
- Schnellste Rennrunde: Neel Jani – Porsche 919 Hybrid (#1) – 1:47,149
- Rennserie: 6. Lauf zum FIA-Langstrecken-Weltmeisterschaft 2017